# کلایو گرین
کلایو گرین (انگلیسی: Clive Green؛ زادهٔ ۶ دسامبر ۱۹۵۷) بازیکن فوتبال اهل بریتانیا است.
از باشگاه‌هایی که در آن بازی کرده‌است می‌توان به باشگاه فوتبال پورتسموث و باشگاه فوتبال یئوویل تاون اشاره کرد.